# Plavecký Štvrtok
Plavecký Štvrtok es un municipio situado en el distrito de Malacky, en la región de Bratislava, Eslovaquia. Tiene una población estimada, en mayo de 2024, de 2603 habitantes.

## Demografía
| Año        | 1994 | 2004     | 2014    | 2024     |
| ---------- | ---- | -------- | ------- | -------- |
| Población  | 1945 | 2296     | 2353    | 2609     |
| Diferencia |      | +18,04 % | +2,48 % | +10,87 % |

| Año        | 2023 | 2024    |
| ---------- | ---- | ------- |
| Población  | 2619 | 2609    |
| Diferencia |      | −0,38 % |